# Федеральное министерство здравоохранения Германии
Федеральное министерство здравоохранения Германии (нем. Bundesministerium für Gesundheit, BMG) — одно из министерств Германии. Штаб-квартира министерства находится в Бонне, а в Берлине находится его важный второй офис.

## История
Федеральное министерство здравоохранения было основано в 1961 году; в 1969 году его объединили с Федеральным министерством семьи и молодёжи в новое Федеральное министерство молодёжи, семьи и здравоохранения.
В 1991 году Федеральное министерство здравоохранения было восстановлено. В 2002 году функции министерства были расширены включением социальных вопросов и министерство переименовали в Федеральное министерство здравоохранения и социальной безопасности (нем. Bundesministerium für Gesundheit und Soziale Sicherung). В 2005 году министерству оставили только вопросы здравоохранения, а социальные вопросы передали Федеральному министерству труда и социальных вопросов (нем. Bundesministerium für Arbeit und Soziales).

## Надзорная роль
Федеральное министерство ответственно за дисциплинарный надзор за следующими государственными учреждениями:
- Федеральный институт лекарственных средств и изделий медицинского назначения (нем. Bundesinstitut für Arzneimittel und Medizinprodukte);
- Федеральный центр санитарного просвещения (нем. Bundeszentrale für gesundheitliche Aufklärung);
- Немецкий институт медицинской документации и информации (нем. Deutsches Institut für Medizinische Dokumentation und Information);
- Институт Пауля Эрлиха;
- Институт Роберта Коха.